# L.M.L.
"L.M.L." là album tiếng Anh thứ hai của nhóm nữ pop Nu Virgon, được phát hành và đã được bán trong năm 2007.

## Giới thiệu về album
LML là album phát hành thứ năm của nhóm, và đặc biệt, album tiếng Anh thứ hai được phát hành bốn năm sau khi phát hành Biology trước đó vào ngày 12 tháng 11 năm 2003.
VIA Gra đã làm việc với album trong vài tháng và kết quả rất đáng để nỗ lực: trong tháng đầu tiên bán ra, album nằm ở vị trí đầu tiên tại công ty Monolit. Tên của album được đặt cho bài hát đầu tiên cùng tên trong album LML".

## Danh sách bài hát
| Original 2007 release | Original 2007 release            | Original 2007 release |
| STT                   | Nhan đề                          | Thời lượng            |
| --------------------- | -------------------------------- | --------------------- |
| 1.                    | "L.M.L."                         | 4:09                  |
| 2.                    | "Tell Me Lie"                    | 4:20                  |
| 3.                    | "Thunderstorm"                   | 3:22                  |
| 4.                    | "Diamonds"                       | 3:27                  |
| 5.                    | "Take You Back (album version)"  | 4:00                  |
| 6.                    | "HuMENology"                     | 3:45                  |
| 7.                    | "No Joy & No Sorrow"             | 3:00                  |
| 8.                    | "Director"                       | 3:58                  |
| 9.                    | "My Beloved"                     | 3:23                  |
| 10.                   | "I Don't Wannt Man (feat. TNMK)" | 3:43                  |

## Sự chỉ trích
Cổng thông tin âm nhạc Miamusic đã đánh giá album, cho nó 6,5 điểm trong số 10 điểm có thể. Các đánh giá lưu ý rằng nhiều lời bài hát đã được dịch quá theo nghĩa đen, trực tiếp và nguyên thủy.

## Thành viên ghi âm

### Bổ sung
- 1. "LML "- nhà biên kịch và đạo diễn Alan Badoev
- 2. "Đưa bạn trở lại" - biên kịch và đạo diễn Semyon Gorov
- 3. Tôi không muốn có một người đàn ông - nhà biên kịch và đạo diễn Semyon Gorov